# إدي برلين
إدي برلين (بالإنجليزية: Eddie Berlin)‏ هو لاعب كرة قدم أمريكية أمريكي، ولد في 14 يناير 1978 في أوربنديل في الولايات المتحدة.

## وصلات خارجية
- إدي برلين على موقع مرجع كرة القدم المحترفة.كوم (الإنجليزية)